# Riu Copper
El riu Copper o el riu Ahtna ((anglès) Copper River, (ahtna) ’Atna'tuu o "riu dels ahtnes," (tlingit) Eeḵhéeni o "riu de coure") és un riu de 470 quilòmetres de llarg situat al sud-centre d'Alaska als Estats Units. Drena una gran regió de les muntanyes Wrangell i muntanyes Chugach al golf d'Alaska. És conegut pel seu extens ecosistema deltaic, així com per les migracions prolífiques del seu salmó que es troba entre els més apreciats del món. El riu és el desè més gran dels Estats Units, segons el cabal mitjà mesurat a la seva desembocadura.

## Geografia
El riu Copper neix als peus de la glacera Copper al costat nord-est del mont Wrangell que es troba a les muntanyes Wrangell dins del Parc Nacional Wrangell-Sant Elies. El riu corre inicialment en direcció nord a través d'una vall al costat est del mont Sanford, i després gira cap a l'oest, on forma l'extrem nord-oest de les muntanyes Wrangell i on les separa de les muntanyes Mentasta al nord-est. Continua girant al sud-est en passar per una àmplia plana pantanosa cap a la localitat de Chitina (Alaska), on s'uneix amb el riu Chitina des del sud-est. El riu Copper és d'aproximadament 470 quilòmetres de llarg. Descendeix una mitjana de quasi 2,3 metres per quilòmetre, i drena més de 62.000 quilòmetres quadrats. El riu corre a una mitjana d'11 quilòmetres per hora. Riu avall des del seu aiguabarreig amb el riu Chitina, el Copper flueix cap al sud-oest dins del Bosc Nacional Chugach a l'est del pic Cordova on passa per una collada estreta a les muntanyes Chugach alineada amb glaceres. Hi ha una extensa zona de dunes de sorra lineals de fins a 76 metres d'alçària que irradien des de la desembocadura del riu Copper. Les glaceres Miles i Childs expulsen icebergs directament al riu. El Copper entra al golf d'Alaska al sud-est de Cordova (Alaska), on es crea un delta fluvial gairebé 80 quilòmetres d'ample.

## Història

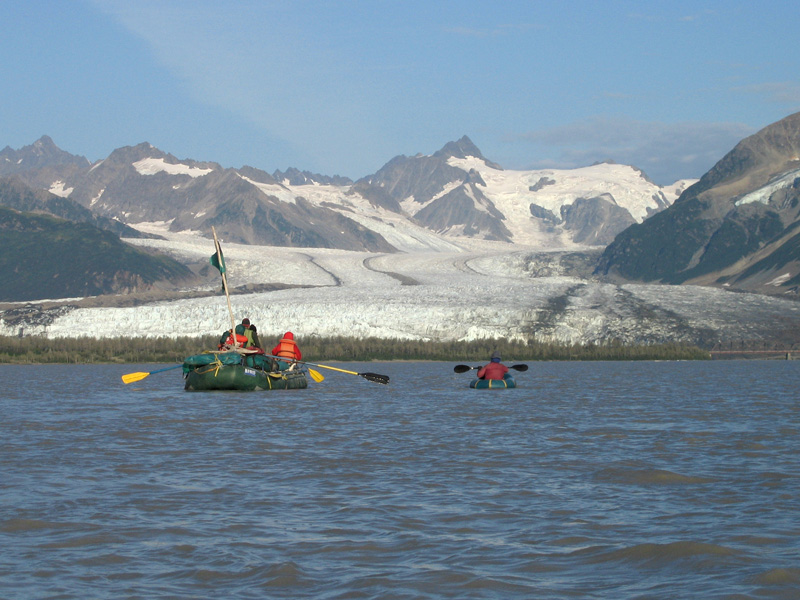
Ràfting pel riu Copper davant la glacera Childs

El nom del riu ve dels abundants jaciments de coure al llarg de la part superior del riu que van ser utilitzats pels natius d'Alaska i més tard pels colons de l'Imperi Rus i els Estats Units. L'extracció del coure havia estat retardada per les dificultats de navegació a la desembocadura del riu. La construcció del ferrocarril Copper River and Northwestern Railway per la vall superior del riu des del 1908 fins al 1911 va permetre l'extensa extracció de minerals, específicament a la mina Kennecott descoberta el 1898. La mina va ser abandonada el 1938 i ara és una ciutat fantasma i un districte històric mantingut pel Servei de Parcs Nacionals. La carretera Copper River (ruta d'Alaska 10) surt de Cordova cap al nord seguint l'antiga via de ferrocarril al terme de la ruta 10 just al costat oposat del Million Dollar Bridge, un pont reconstruït que creua el riu prop de la glacera Miles. La carretera Tok Cut-Off (ruta d'Alaska 1) per contra segueix la vall del riu Copper al costat nord de les muntanyes Chugach.

## Pesca i ocelleig

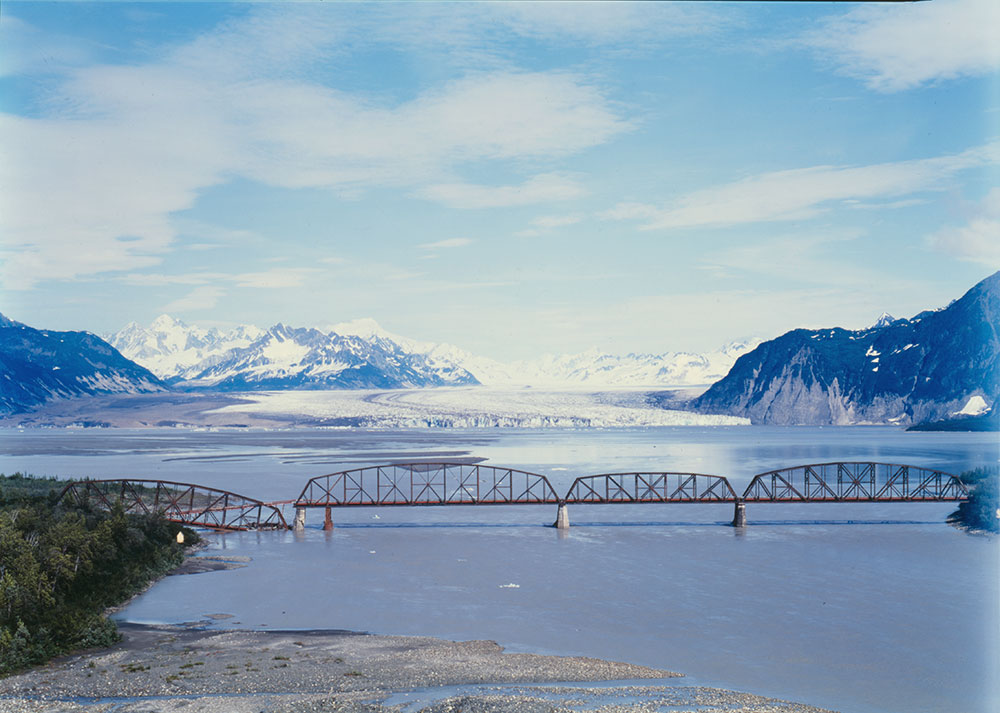
El pont Miles Glacier, o el Million Dollar Bridge, danyat durant el Terratrèmol del Divendres Sant, vist davant la glacera Miles portant la ruta d'Alaska 10 en travessar el riu Copper

Les famoses migracions de salmó tornen any rere any com que hi ha més de dos milions d'aquests peixos que fresen per tota la conca del Copper. Les extenses migracions resulten en moltes varietats úniques valorades pel seu contingut alt en greix. La temporada comercial és molt breva; s'inicia a principis de maig per al salmó chinook i el salmó vermell i dura per només uns dies o hores alhora segons les dades anuals i motius de la gestió de recursos. La pesca esportiva per contra es permet tot l'any, però la temporada alta va d'agost a setembre quan el salmó platejat està migrant. La pesca es gestionen conjuntament el Departament de Pesca i Caça d'Alaska (Alaska Department of Fish & Game o ADF&G) i el Departament de l'Interior dels Estats Units deguts als usos tradicionals i els fins de subsistència regulats sota la llei federal. Les dades de gestió són obtingudes principalment per ADF&G a l'estació de sonar del llac Miles (Miles Lake) i pel poble nadiu d'Eyak (Eyak Native Village) a les estacions d'investigació Baird Canyon i Canyon Creek.
El delta del riu Copper, que s'estén per 2.800 quilòmetres quadrats, és la més gran zona humida contigua al llarg de la costa del Pacífic d'Amèrica del Nord. Acull cada any 16 milions d'ocells limícoles, incloent gairebé tota la població mundial dels territs d'Alaska i territs variants. El delta conté el major lloc de nidificació dels cignes trompeta del món i constitueix també l'únic lloc conegut de nidificació de l'oca canadenca fosca (Branta canadensis occidentalis), una subespècie de l'oca del Canadà.